# Pont Royal (Strasbourg)
Le pont Royal, surnommé pont Gallia ou pont de Gallia en raison de sa proximité avec la Gallia, est un pont de Strasbourg inauguré en 1965. On l'appelait également autrefois pont rouge.
Il a une largeur de 25 m.
Ses origines remontent au XVe siècle. Situé à l'origine un peu à l'écart de la ville, il occupe aujourd'hui une position centrale. Depuis l'an 2000, il est traversé par le tramway de Strasbourg et accueille la station Gallia.

## Situation
Le pont relie l'avenue de la Marseillaise à l'est au boulevard de la Victoire à l'ouest.
Il se situe entre l'Université et la Neustadt au nord, et la Krutenau au sud.

## Historique
Le premier pont aurait été construit au XVe siècle. Il était alors situé au dehors des remparts de la ville, et était protégé par deux grandes tours, l'une carrée, l'autre ronde. Un barrage en bois complétait ce pont, avec toutefois un passage pour les navires de commerce en temps de paix.
En 1670, cette première construction est remplacée par une passerelle piétonne surélevée, avec un pont levis en son centre pour laisser passer les bateaux. En 1770, l'ouvrage est remplacé par un pont carrossable, également en bois, avec deux ponts-levis à ses extrémités. C'est à cette période qu'il prend le nom de pont Royal.
En 1840, le pont est détruit et reconstruit sous la forme d'un pont en pierre à six arches. Le génie militaire souhaitait un pont résistant au feu et aux progrès de l'artillerie moderne. Une herse de fer permettait de fermer les accès en cas de guerre. Toutefois, la brique et le béton utilisés ne suffisent pas à empêcher sa destruction lors du siège de la ville en 1870. Les Allemands le reconstruisent en conservant toutefois les six piliers d'origine. Il est alors intégré au nouveau quartier de la Neustadt.

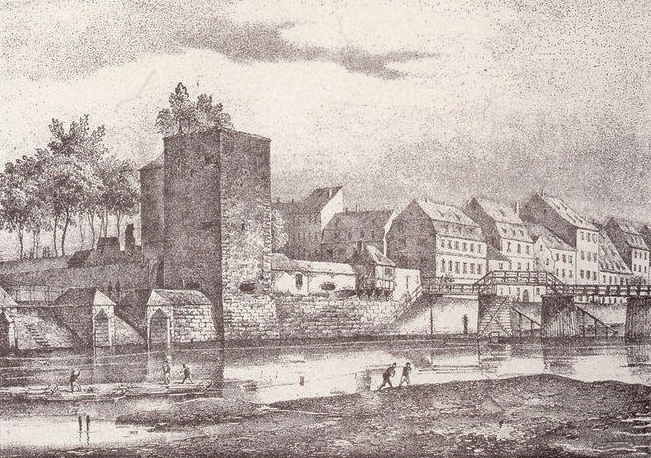
Porte des Pêcheurs et Pont Royal (vers 1840)
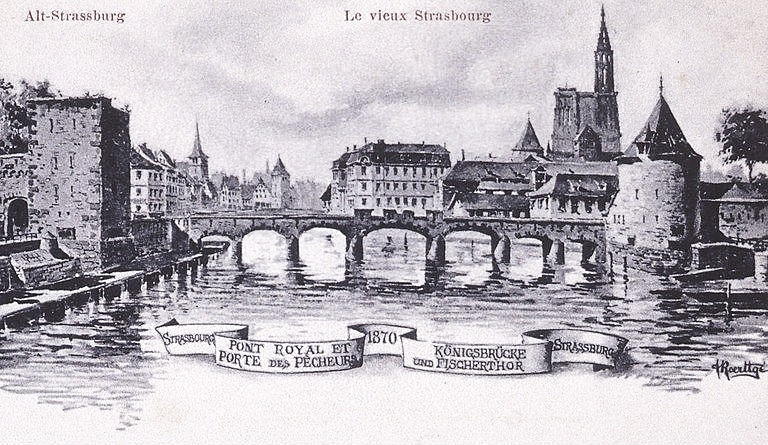
Pont Royal et Porte des Pêcheurs (1870)
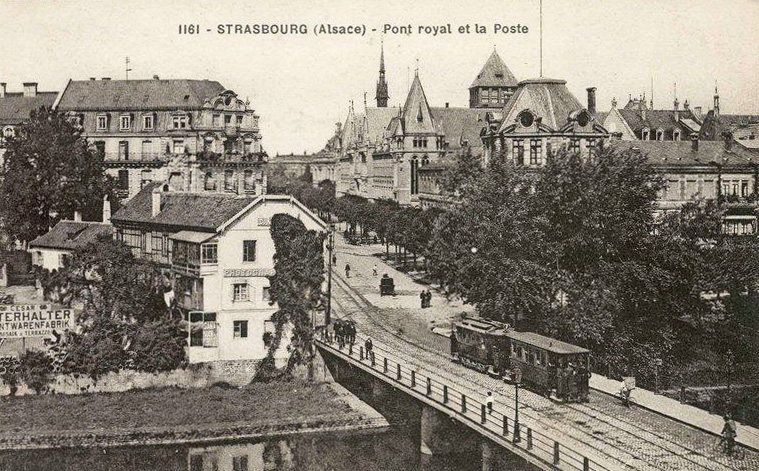
Pont Royal et la Poste (1899)

Le pont est reconstruit entièrement entre 1963 et 1965. En raison de ses dimensions, c'est le premier pont de la ville conçu avec l'aide d'un ordinateur. En l'an 2000, il est complètement réorganisé pour accueillir le tramway de Strasbourg.

## La station de tramway
La station Gallia du tramway de Strasbourg est située sur le pont. Elle est liée à une station d'autobus éponyme, située quai des Pêcheurs, et permettant des correspondances avec les bus 10 et 30.
Lors de son inauguration, en 2000, elle n'accueillait que la ligne C. En 2007, la desserte est complétée par la ligne E. Depuis 2010, les trams de la ligne F s'y arrêtent également.
Elle est située entre les stations République et Université.